# Invariància d'escala

Una corba de Koch posseeix invariància d'escala.

En Física i en Matemàtica, la invariància d'escala és una propietat d'objectes o lleis en què no hi ha canvis si l'escala de mida (o l'escala d'energia) són multiplicades per un factor comú. El terme tècnic per a aquesta transformació és homotècia, també anomenada dilatació o amplificació. Les dilatacions, a més, poden ser part d'una gran simetria conforme o invariància de Weyl.
- En Matemàtica, la invariància d'escala es refereix a una invariància de funcions o corbes. Un concepte properament relacionat és la autosimilaritat, en la qual una funció o corba és invariant dins d'un subconjunt discret de les dilatacions possibles. Això també pot complir per a les distribucions de probabilitat d'un procés aleatori, que pot mostrar aquesta classe d'invariància d'escala o autosimilaritat.

- En la teoria clàssica de camps, la invariància d' escala s'aplica gairebé sempre a la invariància de tota la teoria qualsevulga siguin les dilatacions. Algunes teories descriuen típicament els processos físics clàssics amb una inusual escala de mida.

- En la teoria quàntica de camps, la invariància d' escala s'interpreta en els termes de la física de partícules.[2] En una teoria que presenti invariància d'escala, la intensitat de les interaccions entre partícules no depèn de l'energia de les partícules involucrades.

- En mecànica estadística la invariància d'escala és una característica de les transicions de fase.[3] L'observació clau és que en el veïnatge d'una transició de fase o punt crític ocorren fluctuacions per a totes les escales de grandària, i llavors pot buscar-se una teoria d'invariància d'escala que descrigui adequadament el fenomen. Algunes teories són teories estadístiques de camps amb invariància d'escala, i són molt semblants en la seva forma a les teories quàntiques de camps amb invariància d'escala, esmentades en el paràgraf anterior.

- Es diu universalitat a l'observació que sistemes microscòpics molt diferents poden mostrar el mateix comportament en una transició de fase.[4] Per això, les transicions de fase en molts sistemes diferents poden descriure mitjançant la mateixa subjacent teoria d'invariància d'escala.

- Generalment les magnituds adimensionals posseeixen invariància d'escala. El concepte anàleg a l'estadística correspon als moments estandarditzats, que són estadístiques d'una variable amb invariància d'escala.